# Sven Rothenberger
Sven Rothenberger (n. 1 iunie 1966, Frankfurt am Main, RFG) este un sportiv neerlandez, medaliat olimpic. A participat la 2 ediții ale Jocurilor Olimpice (1996, 2004) în care a câștigat o medalie de argint și o medalie de bronz.